# Calliandra elegans
Calliandra elegans är en ärtväxtart som beskrevs av Stephen Andrew Renvoize. Calliandra elegans ingår i släktet Calliandra och familjen ärtväxter. Inga underarter finns listade i Catalogue of Life.